# Друбич, Анна Сергеевна
А́нна Серге́евна Дру́бич (Анна Сергеевна Соловьёва, род. 27 июня 1984, Москва) — российская актриса, пианистка и композитор.

## Биография
Родилась 27 июня 1984 года в Москве.
В 2006 году окончила высшую школу театра и исполнительского искусства в Мюнхене, факультет по классу фортепиано.
Выступала с концертами, сотрудничала с:
- оркестром «Зальцбургер Моцартеум»,
- оркестром «Виртуозы Москвы»,
- Крымским Симфоническим оркестром,
- камерным оркестром KREMLIN[2].

С 2013 года живёт в Лос-Анджелесе, воспитывает двух дочерей и пишет музыку для фильмов.
В июне 2023 года Американская киноакадемия пригласила Анну Друбич стать членом организации.

## Фильмография

### Актриса
- 1989 — «Чёрная роза — эмблема печали, красная роза — эмблема любви» — эпизод — ангел на шкафу
- 1991 — «Дом под звёздным небом» — Катрин
- 1994 — «Три сестры» — Маша в детстве
- 2009 — «2-Асса-2» — Аня, дочь Алики и Крымова

### Автор музыки к фильмам
- «О любви» (2003)
- «2-Асса-2» (2008)
- «Анна Каренина» (2009)
- «Одноклассники» (2010)
- «Звезда» (2014)
- «Тайны города Эн» (2015)
- «Ке-ды» (2016)
- «Большой» (2017)
- «Оптимисты» (2017)
- «Красные браслеты» (2017)
- «Садовое кольцо» (2018)
- «Завод» (2019)
- «Ути-ути-ути» (2019)
- «А кто не любит Генделя, тот получит пенделя» (2019)
- «Страшные истории для рассказа в темноте» (2019) (Совместно с Марко Белтрами)
- «Одесса» (2019)
- «Бомба» (2020)
- «Гипноз» (2020)
- «Игра в иллюзию» (2022)
- «Надвое» (2022)
- «Варвар» (2022)
- «Мастер и Маргарита» (2024)
- «Спойлер» (2024)

### Автор музыки к мультфильмам
- «Машкины страшилки» (2014—2018)

Также написала музыку к авторской программе Сергея Соловьёва «Те, с которыми я…», которая идёт на телеканале «Культура».

## Награды и номинации
- Московский конкурс им. Бетховена (1-е место)
- Бременский национальный конкурс по классу фортепиано (награда Моцарта)
- стипендии Фонда Спивакова и Фонда Крайнева
- 2009 — молодёжная премия «Триумф»
- 2010 — номинация на премию «Ника» в категории «Лучшая музыка к фильму» («2-Асса-2»)
- 2017 — номинация на премию «Ника» в категории «Лучшая музыка к фильму» («Ке-ды»)
- 2018 — номинация на премию «Золотой орёл» в категории «Лучшая музыка к фильму» («Большой»)
- 2020 — премия «Золотой орёл» в категории «Лучшая музыка к фильму» («Одесса»)
- 2021 — премия «Ника» за 2019 год в категории «Лучшая музыка к фильму» («Одесса»)
- 2021 — премия «Ника» за 2020 год в категории «Лучшая музыка к фильму» («Гипноз»)[6]